# The Holy Modal Rounders
Gli Holy Modal Rounders erano un gruppo folk originario della Lower East Side di New York nato nella prima metà degli anni sessanta come duo formato inizialmente dal violinista Peter Stampfel e Steve Weber.
Sono considerati gli inventori del folk psichedelico.

## Storia del gruppo
Esordirono nel 1964 con il primo album omonimo, a cui segui l'anno successivo  The Holy Modal Rounders 2. Dopo questi due album, Stampfel e Weber entrarono nei Fugs con cui registrarono 3 album. Il gruppo si ricostituì come quartetto con l'attore Sam Shepard e Lee Crabtree. Ci furono poi altri cambi di formazione, il gruppo si trasferì a Boston e poi nell'Oregon.
Per un breve periodo tra il 1975 ed il 1976 Stampfel formò gli Unholy Modal Rounders.
Nel 1978 il gruppo si sciolse, Stampfel ritornò a New York e formò i Bottle Caps mentre Weber rimase a Portland dove proseguì con altri musicisti sempre sotto il nome di Holy Modal Rounders, abbandonando però il folk acido e psichedelico degli esordi per passare ad uno stile musicale più rock e prevalentemente elettrico.

## Discografia

### Album in studio
- 1964 - The Holy Modal Rounders
- 1965 - The Holy Modal Rounders 2
- 1967 - Indian War Whoop
- 1968 - The Moray Eels Eat The Holy Modal Rounders
- 1971 - Good Taste Is Timeless
- 1975 - Alleged in Their Own Time
- 1978 - Last Round
- 1980 - Going Nowhere Fast
- 1999 - Too Much Fun!

### Album dal vivo
- 2002 - Live in 1965
- 2004 - Bird Song: Live 1971

### Raccolte
- 2001 - I Make a Wish for a Potato

### Come Unholy Modal Rounders e con Michael Hurley, Jeffrey Frederick & The Clamtones
- 1976 - Have Moicy!